# 光之森站

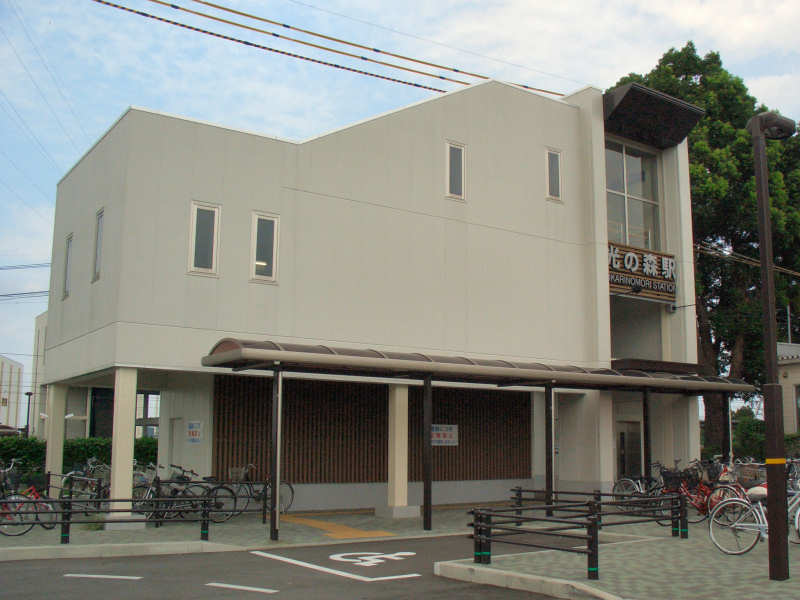
南出口（2006年9月7日）

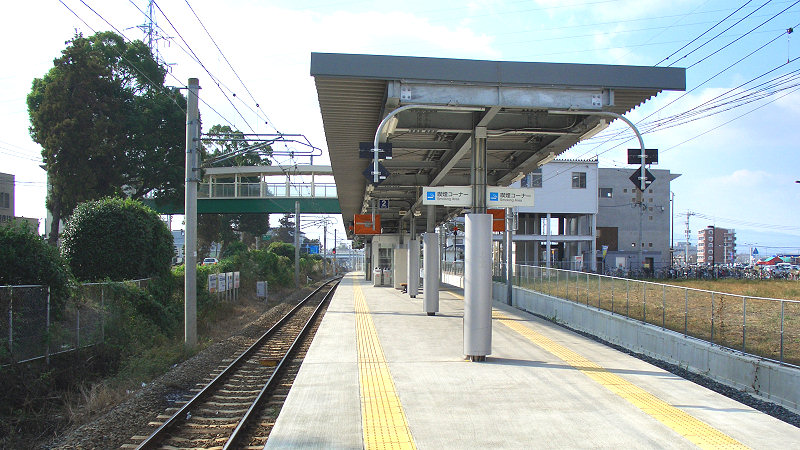
月台

光之森站（日语：／ Hikarinomori eki */?）是位於熊本縣熊本市北區武藏丘九丁目1643番69號，九州旅客鐵道（JR九州）的豐肥本線車站。
車站位於熊本市和菊池郡菊陽町的邊界，部分車站範圍在菊陽町內。在2011年3月11日前，駛入豐肥本線的特急「有明」大部分於此站折返。

## 歷史
車站名稱取自鄰接的光之森團地（菊陽町），而「光之森」的名稱是公開招募至選出來的。
隨著車站啟用，本來主要在水前寺站和武藏塚站到發的特急「有明」，大部分均於改至此站出發。而「2枚車票、4牧車票」的有效範圍也延長至此站。
- 2006年（平成18年）3月18日：車站啟用。
- 2007年（平成19年）3月18日：早上加設普通列車從此站出發。
- 2012年（平成24年）12月1日 - 此站開始可以使用IC卡SUGOCA[3]。

## 車站構造
車站是一座地面車站，設有1面2線的島式月台。此站設有跨站式站房，大樓內設有升降機和多功能廁所。
此站是業務委託車站，委托了JR九州支援服務負責車站業務。此站設有綠色窗口。在2012年12月1日起可使用SUGOCA。此站沒有自動閘機，只有IC讀卡機。

### 月台
資料截至2019年3月時間表修正。
| 月台 | 路線      | 上下行 | 方向               | 備註                                            |
| ---- | --------- | ------ | ------------------ | ----------------------------------------------- |
| 1    | ■豐肥本線 | 上行   | 水前寺、熊本方向   | 平日早上8時時段的1班從此站出發列車於2號月台出發 |
| 2    | ■豐肥本線 | 下行   | 肥後大津、阿蘇方向 | 截至2019年3月只能前往肥後大津                   |

## 使用狀況
在2019年度，1日平均乘車人次為2,706人。在熊本縣鐵路車站中第5多人使用。
| 年度   | 1日平均 乘車人員 | 變化率 |
| ------ | ---------------- | ------ |
| 2016年 | 2,609            |        |
| 2017年 | 2,711            | 3.9%   |
| 2018年 | 2,708            | -0.1%  |
| 2019年 | 2,706            | -0.1%  |

## 車站周邊
北出口一方設有光之森團地，南出口一方設有大型住宅區。
- youme Town光之森（日语：ゆめタウン光の森）
- 最好電器熊本光之森店
- Joyfull（日语：ジョイフル）菊陽店
- 熊本北郵局（日语：熊本北郵便局）
- 熊本市立弓削小學（日语：熊本市立弓削小学校）
- 國道57號菊陽繞道（日语：国道57号）
- 九州產交巴士光之森營業所（日语：九州産交バス光の森営業所）

## 巴士路線
- 光之森站 - 北出口一方。

電鐵巴士（巴士路線均從此站出發）
C5-2系統 櫻町BT（經武藏丘、新地團地、堀川、三軒町）
C9-2系統 櫻町BT（經楠團地、清水丘、三軒町）
E2-2系統 櫻町BT（經楠團地、二里木、熊本大學、子飼橋）
菊陽町巡回巴士「卡洛比號」
中央循環線（星期五至日服務，產交巴士）
西部線（星期一、三、五服務，電鐵巴士）
信巴士（合志市，電鐵巴士）
右回（鈴掛台、御代志站、西合志廳舍前、Yuparesu弁天方向）
左回（杉並台、合志廳舍前、辻久保方向）
- 光之森站南出口[注釋 1] - 南出口一方，有一段距離。

九州產交巴士
E3-3、E3-5系統 櫻町BT（經二里木、熊本大學、子飼橋）
E3-3系統 光之森產交（經三里木）
E3-5系統 大津產交/吹田團地（經三里木、大津中央）
產交巴士 
菊陽町巡回巴士「卡洛比號」
南部循環線（星期日、二、四服務）
此外，當綜合運動公園舉行部分比賽時，車站北出口前會安排臨時巴士運送觀眾前往該處。

## 相鄰車站
九州旅客鐵道（JR九州）
■豐肥本線
- 特急「九州橫斷特急」停車站

武藏塚－光之森－三里木

## 注腳

## 外部連結
- 光之森（車站資訊） - 九州旅客鐵道（日語）